# 貧乏神神社
貧乏神神社（びんぼうがみじんじゃ）は、長野県飯田市にあった神社。

## 歴史
1998年（平成10年）に創建。拝殿の中央に貧相な顔をした「貧乏神」の木像が祀られており、赤いバットのような棒で「心」と書かれた柱を、貧乏神が出ていく言葉を叫びながら3回叩き、その後に再び「出ていけ」と3回叫びながら3回蹴ることでご利益があるとされていた。祭主はこの行為を参拝者自身の弱い心を叩くものであるとし、貧乏とは金銭的な貧しさではなく、心の貧しさであると説いていた。休日は観光バスなどで200人ないし300人もの参拝客が訪れた。
2018年（平成30年）初頭までに神社が閉鎖されて社地は更地となっていることが『東京スポーツ』によって報じられた。一方で、長野県茅野市には分社が2023年現在でも鎮座している。
また徳島県名西郡神山町では当社の影響を受け「幸福神社」が2006年（平成18年）に創建された。静岡県周智郡森町三倉地区にも「災禍転福貧乏神神社三倉分社」が創建され、さらに東京都・大阪府・沖縄県にも分社が創建されたという。

## 祭神
祭神は貧乏神。愛知県・静岡県・岐阜県といった近隣県からの参拝客が多かった。境内に置かれた雑記帳には疼痛の軽減や良縁・子宝に恵まれた等、参拝客からの喜びの声が多く記され、その数はゆうに200冊を超えていた。
祭主は櫻井鉄扇。自身の過去の失敗から、自身に貧乏神が取り憑いているとして当社を創建した。夫婦で運営しており、その教祖的カリスマ性から祭主夫婦もまた信仰対象となっているとの指摘があった。当社の閉鎖は祭主の健康上の問題による。
なお、当社は宗教法人ではなく、祭主についても特定の宗教に属していたわけではなかったという。

## 境内
鳥居
高さ約12メートルの鳥居。黄色の塗装が施されていた。
社殿
木造の祠。壁面に熨斗約3000枚が貼られていた。
貧乏神の木像
貧乏神らしい貧相な顔をしていた。
神木
紅白の布が巻かれ、「弱い心を表した身代わりのご神木」（引用）とされていた。
参拝方法
参拝者は入場料100円を支払い、祠内に入る。祭主による説教ののち、渡された「ビン棒」を持ち、「貧乏神出て行け」などと叫びながら神木を3回叩き、3回蹴る。最後に豆を投げて終了。

## 交通アクセス
- 中央自動車道・飯田インターチェンジより自動車で約5分間[11]。

## 関連施設

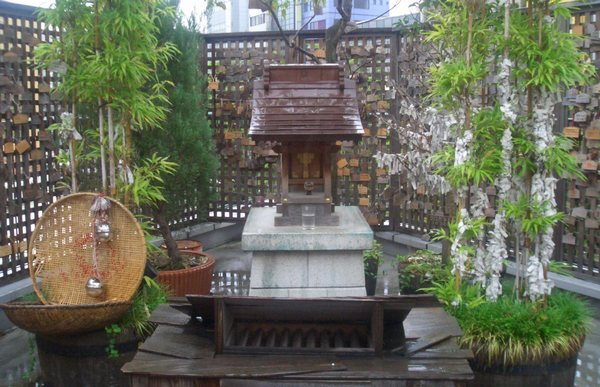
亀戸分社（2007年撮影）

### 分社
貧乏神神社の承認を受けた分社は5社あったとされる。
- 貧乏神神社味噌蔵諏訪分社（長野県茅野市宮川4529 有限会社丸井伊藤商店 発酵パーク内） - 焼き味噌を好む貧乏神が、味噌メーカーの蔵に降臨したという由緒で[13]、分社として創建[7]。参拝者は貧乏神を払ったのち、鈿女（おかめ）神社を参拝して福を招き入れるという流れをとる[14]。
- 信州飯田貧乏神神社亀戸分社（東京都江東区亀戸6-31-1 サンストリート亀戸1階 サンガーデン トイザらス下） - 2003年（平成15年）9月に分社として創建。当分社の貧乏神は「貧太郎」・「貧次郎」という兄弟であり[15]、参拝者の貧乏を彼らが袋詰めにして持ち帰るとされた[14]。ショッピングセンター・サンストリート亀戸を管理する株式会社タイムクリエイトが建立した分社であったが、社長交代後は衰退し[12]、その後サンストリート亀戸自体が閉業するに至っている（当該項目参照）。
- 災禍転福貧乏神神社三倉分社（静岡県周智郡森町三倉地区） - 講演家の田邊哲（芸名：田邊口幸麻呂）が貧乏神神社を訪問し分社設立を申し入れたことで、2002年（平成14年）に創建。「移動式の社」（引用）という形態をとっている[9]。
- 貧乏神神社（大阪府大阪市淀川区加島3-14-3） - JR東西線・加島駅から徒歩3分[16]。放射線療法の専門家の男性が創建。当初は近隣周辺の貧乏を引き受けるという目的で「貧乏神神社」という社名であったが、祭主自身の学術的権威や金銭的な豊かさを周囲から指摘され、「幸福（しあわせ）神社」に改名した[17]。本社と離別し廃業[12]。
- 沖縄県石垣島の分社 - 建立時期不明、廃業し消滅済み[12]。

### 分社以外
- 幸福神社（徳島県名西郡神山町） - 徳島県徳島市に住む行政書士の男性が貧乏神神社の影響を受け2006年（平成18年）11月に創建。週末になると四国山地内の社地へと祭主が赴き、各地から訪れる20人ほどの参拝客を迎え入れていた[8]。貧乏神神社の分社として正式に認められたものではなく、貧乏神神社の形式を模倣したものであった[18]。
- 開運招福神社（貧乏神追放神社、群馬県みどり市東町草木75 草木ドライブイン内） - 草木ダム湖（草木湖、ダム湖百選）のほとりにある草木ドライブインに鎮座。神木を叩く・蹴るを3回ずつ繰り返したあと、布袋像を拝み福を授かるという形式をとる[19]。
- 祝福の神社（石川県加賀市片山津町ト[20]） - IRいしかわ鉄道線・動橋駅から北西に直線距離で1133メートル[20]、片山津温泉の地域にある宗教施設。もと「貧乏神神社」であり、参拝時「貧乏神退散」と叫ぶという形式であった。2015年ごろ「昇格」と称して現名称となり、それに伴い参拝方法も「弱い心退散」と叫ぶという形式へと変化した[21]。
- 山口県では、貧乏神神社の扁額を掲げた鳥居を道路沿いに設置する例がある。当該地域では道行く自動車や自転車からのごみのポイ捨てが問題視されており、こうした不法投棄を防止する目的で設置するものである[22]。